# Kista hembygdsgård

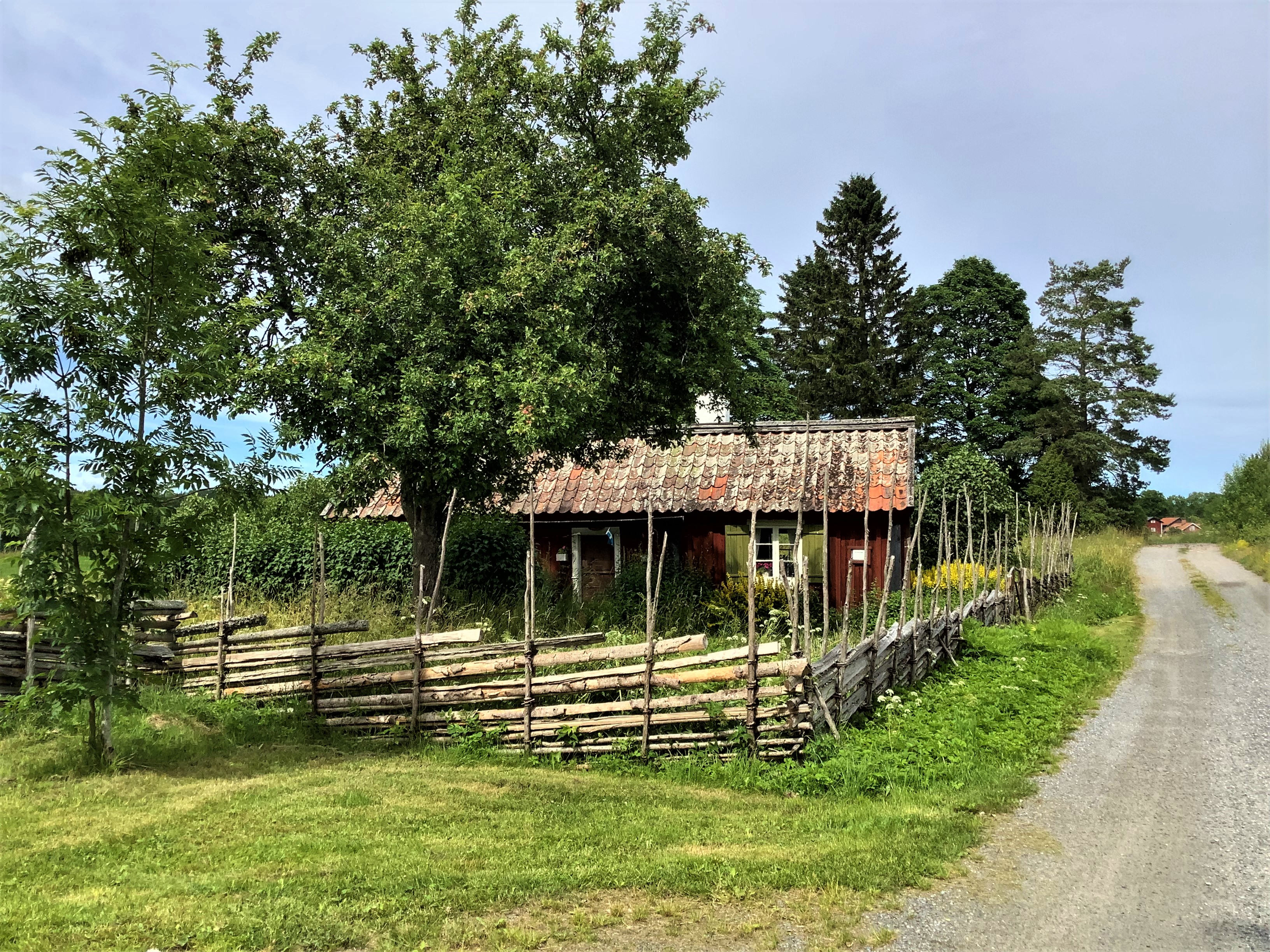
Båtmanstorpet

Kista hembygdsgård är en hembygdsgård i Senneby på Väddö, i Norrtälje kommun i Stockholms län. Den ligger cirka tre kilometer sydost om Älmsta. Den består av 21 byggnader och visar boende- och bruksmiljöer samt föremål från 1700-, 1800- och 1900-talen. Gården ägs och förvaltas sedan 1947 av Väddö hembygds- och fornminnesförening, som bildades 1929. Den är sedan augusti 2011 klassad som byggnadsminne för sin välbevarade gårdsmiljö av länsstyrelsen i Stockholms län.
Fastigheterna Kista 1:2 och 1:3 i Väddö socken, Norrtälje kommun, testamenterades av den
sista ägaren, änkefrun Anna Charlotta Eriksson (1861–1947), född Sundelius, till Väddö hembygds- och fornminnesförening den 12 december 1946,  och kom i föreningens ägo 1947, efter hennes död. I och med donationen löstes föreningens mål att hitta en roslagsgård, som skulle kunna användas som hembygdsgård.
En fornminnesstig leder besökaren från gården till ett gravfält med 15-20 gravkullar på ägorna, troligen från vikingatiden, den skandinaviska järnålderns sista period. Genom en naturstig kan besökaren ta sig upp till det över fyrtio meter höga Mossberget vid Östersjön, cirka två kilometer från Kista hembygdsgård.

## Historik
Det finns belägg för att Kista fanns så tidigt som 1493. Ägarlängden är dokumenterad sedan 1630-talet, då fem personer fanns mantalskrivna där. År 1638 hade Kista två ägare, därefter har antalet ägare och gårdar i Kista varierat mellan en eller två.
År 1719 brändes en stor del av bebyggelsen längs östersjökusten ner av ryssarna. Enligt sägnen skonades Kista tack vare att gårdsfolket ställde fram mat och dryck till ryssarna innan de själva sprang undan. Gården var den enda på Väddö som klarade sig i samband med rysshärjningarna.
I början av 1800-talet ägdes gården av kyrkovärden och brännerimästaren Anders Mattsson. Av bränneriet som fanns på gården kvarstår ett lagerhus. Anders Mattsson efterträddes av sin svärson Matts Sundelius. Anna Charlotta Erikssons make Erik Edvard Eriksson (1860–1936), som var Mats Sundelius svärson, köpte egendomen 1887. Charlotta och Edvard Eriksson hade två barn, sonen Johan Titus (1895–1944) och dottern Anna Viktoria (1890–1946). Barnen tog över gården 1919.Gården hade varit i samma släkts ägo sedan början av 1800-talet, när Väddö hembygds- och fornminnesförening blev ägare 1947.
Titus hade ett förhållande med en kvinna, som han trodde var allvarligt menat också från hennes sida. Förhållandet fick ett dråpligt slut i början av 20-talet, då Titus utan att kvinnan själv sagt någonting fick veta, att en lysning för henne och en annan man, en sjöman, kungjorts i Väddö kyrka. Händelsen anses under resten av hans levnad stört hans mentala hälsa. Han sägs ha levt i en kärleksfattig hemmiljö, och stödet föräldrarna förmådde att ge för att uppmuntra och stärka honom i hans framtidsplaner var otillräckligt, i synnerhet från faderns sida. Titus var en längre tid i mitten av 20-talet under vård på mentalsjukhus.
Titus ansågs vara en mycket duktig lantbrukare, vilket bland annat bevisas av bevarade mjölkdiplom. Han intresserade sig för nyheter inom såväl djurhållning som växtodling. Han plågades dock av oro och periodiskt återkommande mental instabilitet. År 1943 beslutade han sig för att lämna gården, trots övertalningsförsök av bland andra sin far. Han flyttade till Försörjningshemmet i Elmsta, dåtidens äldreboende. Det är oklart varför, eventuellt hoppades han få arbeta på jordbruket som tillhörde hemmet. Efter en tid flyttades han till mentalsjukhus i Uppsala. Hans tillstånd blev inte bättre, och han dog den 23 april 1944, 49 år gammal.
Oron över gårdens och den egna framtiden tärde hårt på modern Charlotta och systern Viktoria. Modern, över åttio år gammal, var mentalt starkare, men vid dålig fysisk form. Viktoria blev alltmer bedrövad och nedtyngd av sorg, ängslan och oro. Mjölkkorna på gården avyttrades då hennes tillstånd blev allt sämre. Viktoria avled den 23 april  1944, bara tre månader efter sin bror Titus, vid en ålder av 54 år.
Modern Anna Charlotta Eriksson blev därmed 1944 arvtagare och ensam ägare av sin gamla släktgård. För att kunna bo kvar på gården trots sin begränsade rörlighet måste hon ha hjälp i hemmet, ett arbete som under Charlottas återstående levnad ombesörjdes av en nybliven, kvinnlig pensionär från trakten. Charlotta var en stark kvinna och åren 1944–1946 klarade hon gårdens skötsel med hjälp av en dräng och tillfälliga dagsverkare. Hon hade planer på att arrendera ut jordbruket och eventuellt sälja gården. Sommaren 1946 anordnade hon en offentlig auktion på växande grödor och hösten 1946 en offentlig auktion på den yttre lösegendomen, en häst och tre ungkor. Auktionerna utannonserades i Norrtelje Tidning. Charlotta hade en stark önskan att gården också efter hennes bortgång skulle leva vidare som ett levande familjejordbruk, och erbjöd den till försäljning. Försäljningen ställdes in, i avsaknad av seriösa spekulanter.
Charlotta hade sedan långt tidigare en god kontakt med Väddö hembygds- och fornminnesförenings dåvarande ordförande, vilket tros ha varit avgörande för att hon den 12 december 1946 testamenterade all sin kvarlåtenskap till föreningen med full äganderätt, löst som fast, "att användas för upprättande och underhåll av en hembygdsgård på Kista", med undantag för tre tusen kronor. De tre tusen kronorna skulle gå till hennes vårdarinna. Anna Charlotta Eriksson avled i sitt hem i Kista drygt tre månader senare, den 18 mars 1947, vid en ålder av 86 år.

## Byggnader i urval
Mangårdsbyggnaden från 1837 har bevarad 1800-talsinteriör. I rummen finns tidstypiska föremål samt unika tapeter och väggmålningar, utförda av rättviksmålare. Mangårdsbyggnadens säregna lås kom enligt sägnen till gården i samband med rysshärjningarna 1719. Huset restaurerades 1956. Gammelstugan från tidigt 1700-tal tros ha flyttats till sin nuvarande plats då mangården uppfördes, och har bevarad 1700-talsinsteriör.Båtmanstorpet köptes till Kista gård i anslutning till indelningsverkets upphörande 1901. Exempel på andra byggnader på gården är ladugården, som numera inrymmer ett museum, en långsträckt byggnad med bland annat stallet och logen, rieladan, väderkvarnen, linbastun, smedjan och båthuset. 
Ett detaljerat underhålls- och åtgärdsprogram framtaget av Stockholms läns museum fungerar som stöd för Väddö hembygds- och fornminnesförenings arbete med den fortsatta förvaltningen och utvecklingen av samtliga byggnader och konstruktioner inom Kista hembygdsgård.

## Bildgalleri

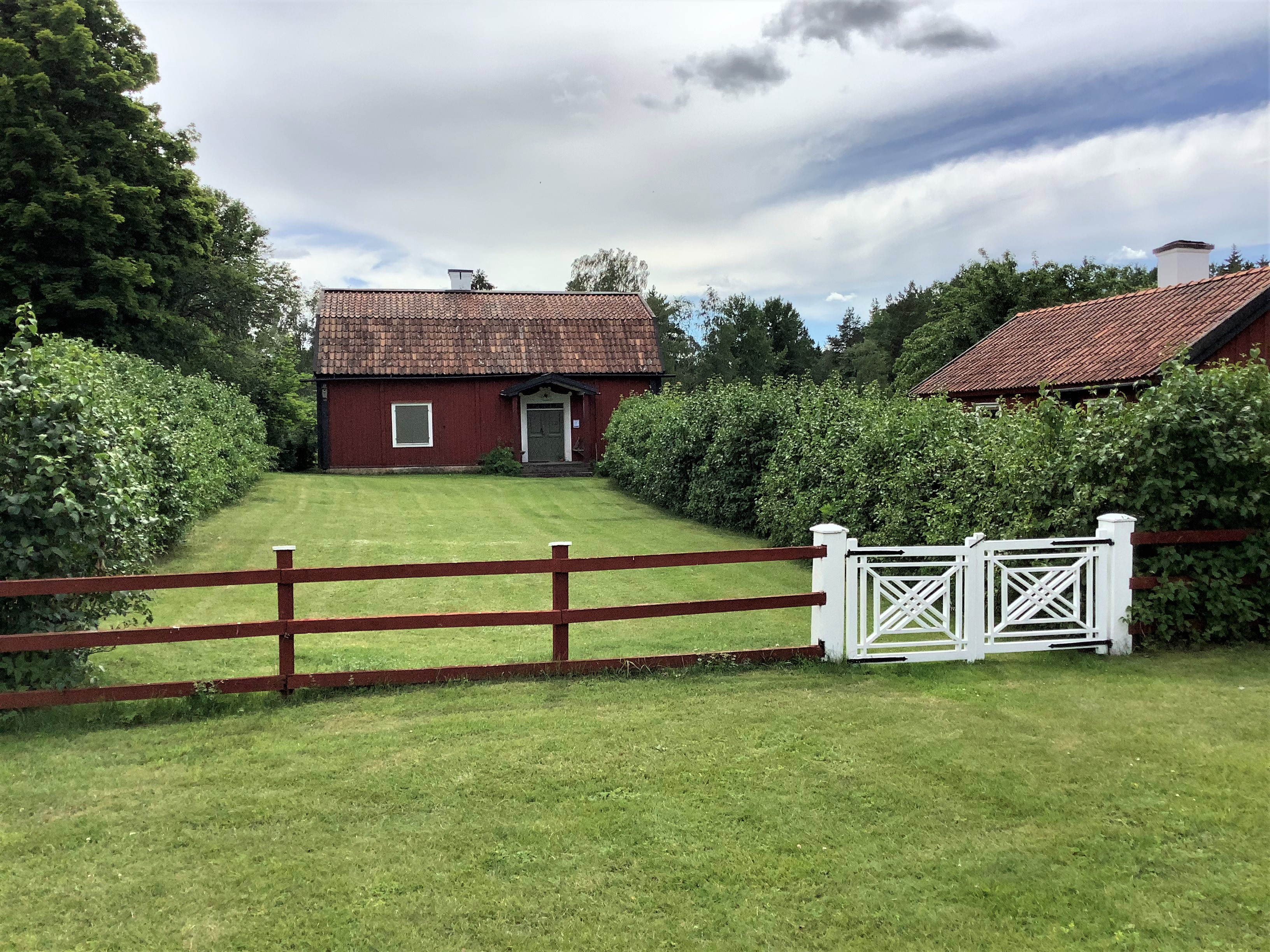
Mangårdsbyggnaden från 1837, där "sista bonden i Kista", Anna Charlotta Eriksson, bodde fram till sin död 1947.
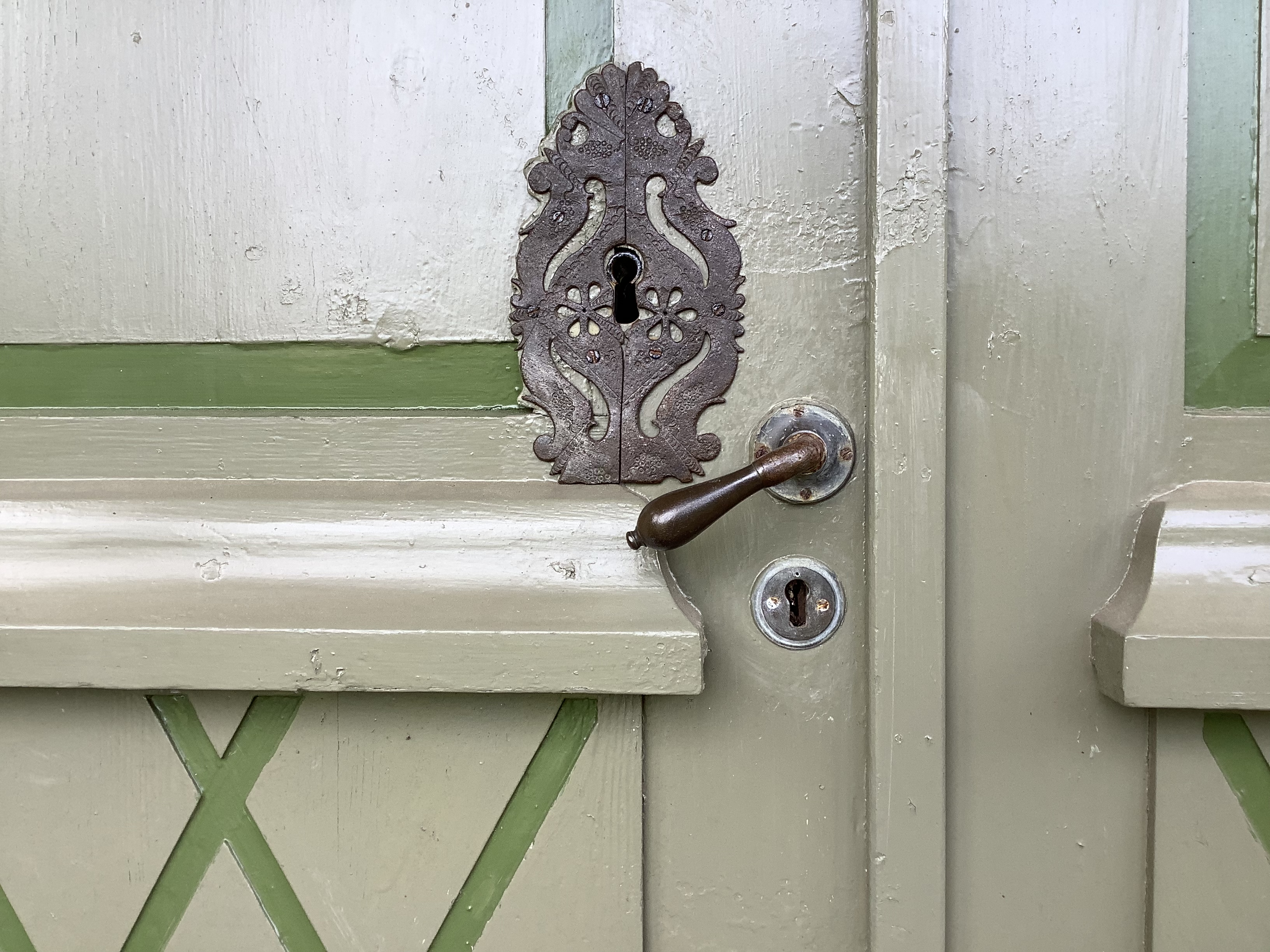
Mangårdsbyggnadens lås, som enligt sägnen kom till gården i samband med rysshärjningarna 1719.
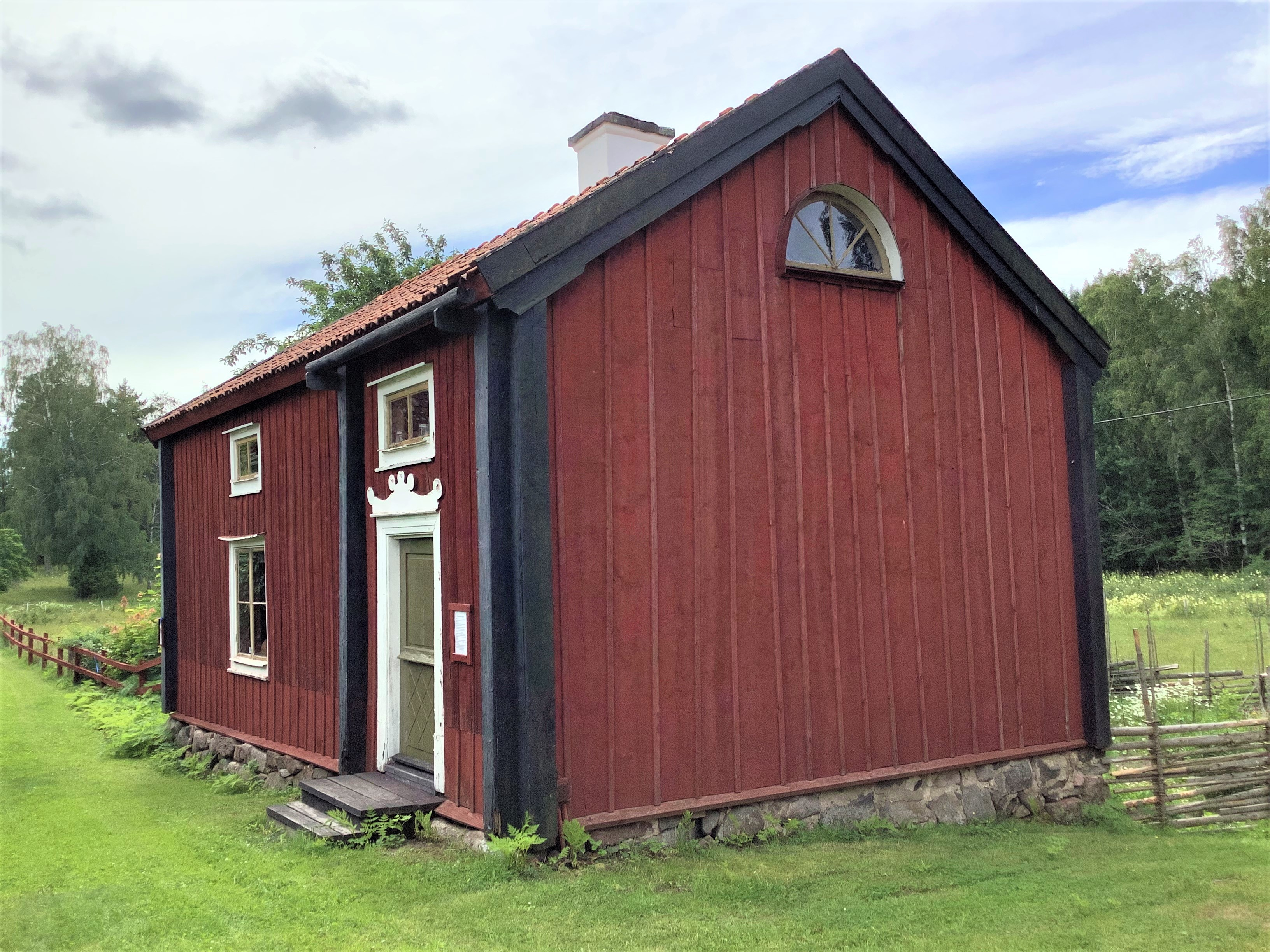
Gammelstugan från tidigt 1700-tal
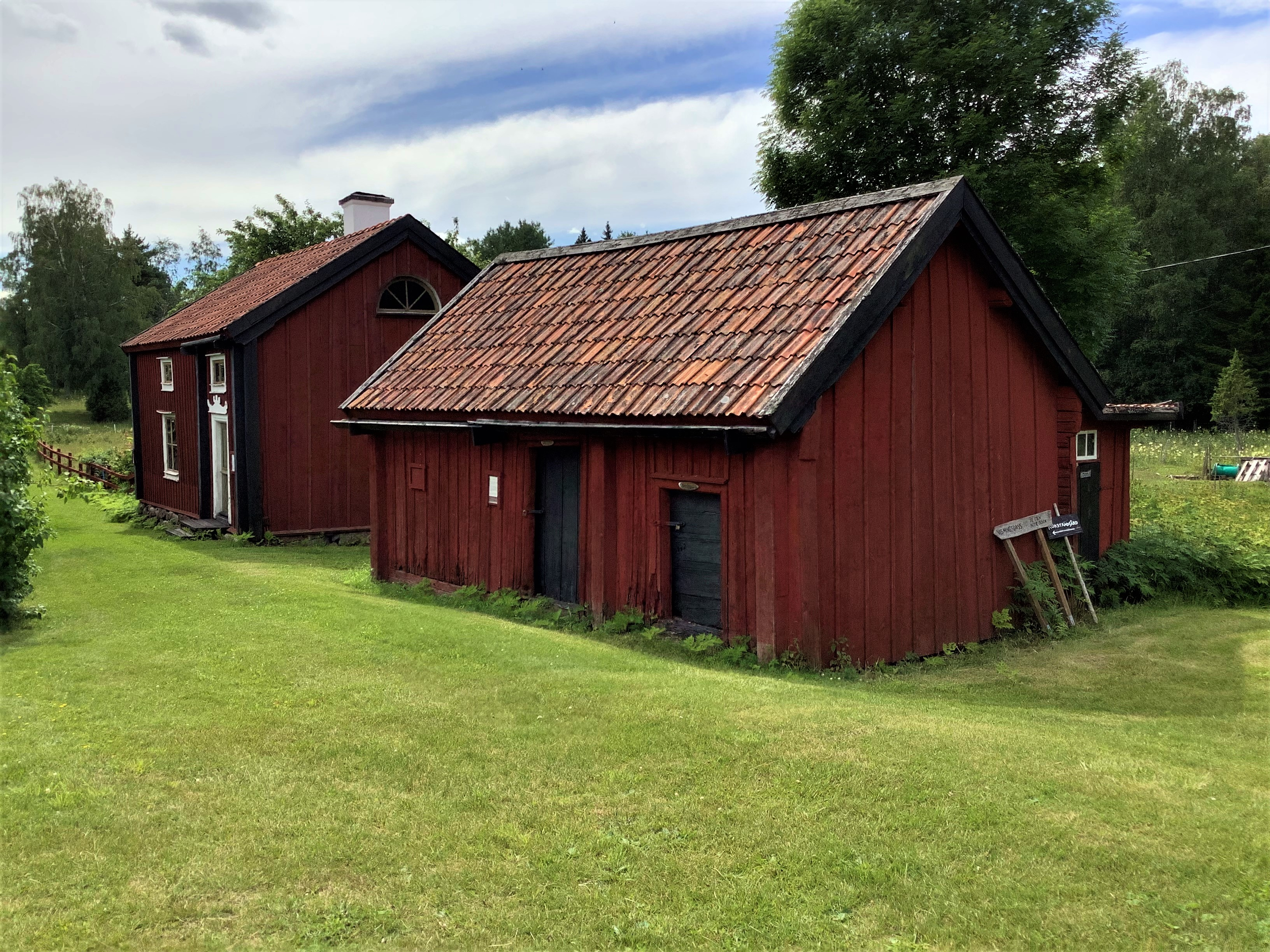
Saltboden intill gammelstugan, i samma byggnad finns också en verktygsbod.
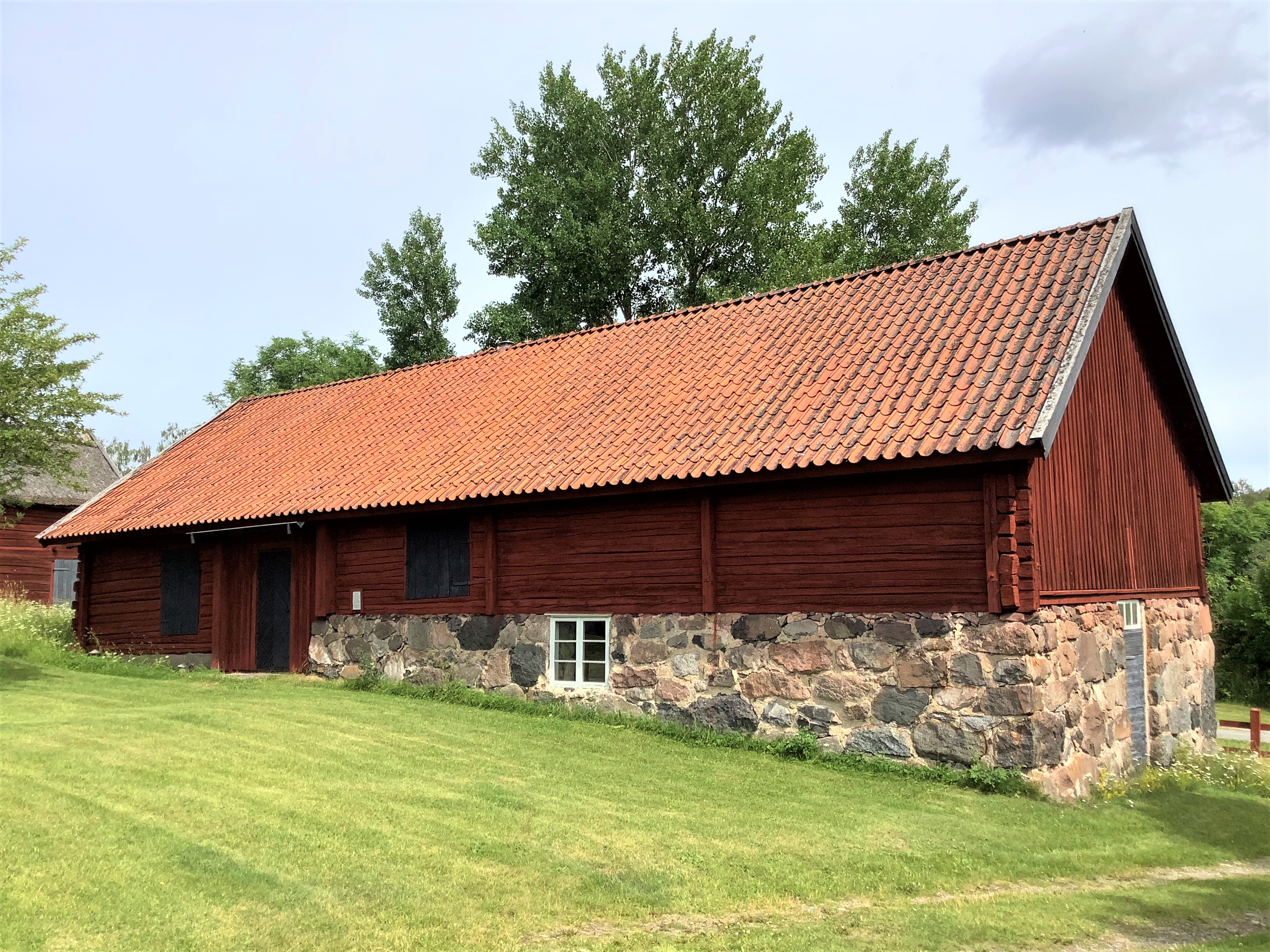
Ladugården, som inhyser ett museum
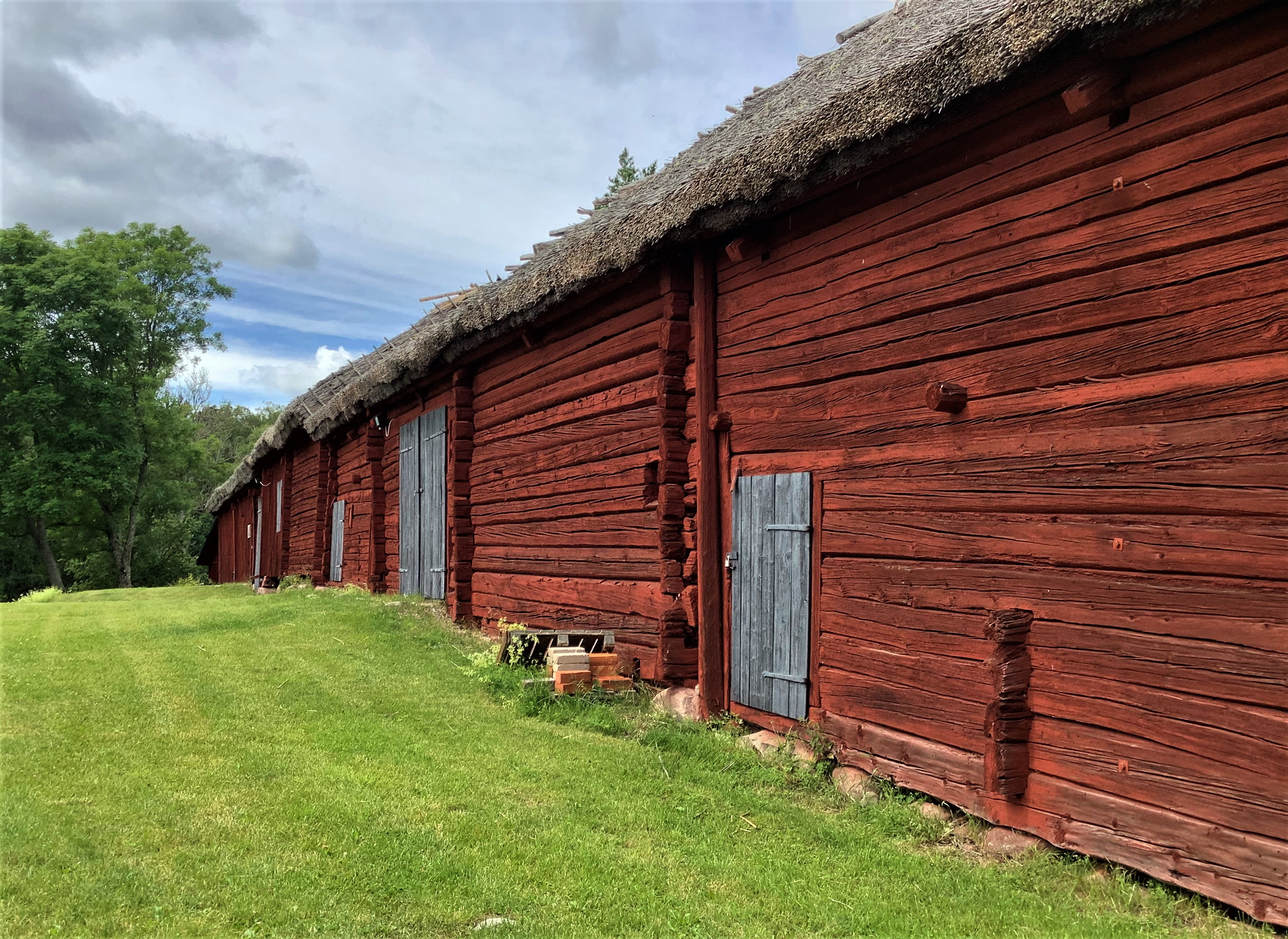
Den cirka femtio meter långa byggnaden med stallet och logen
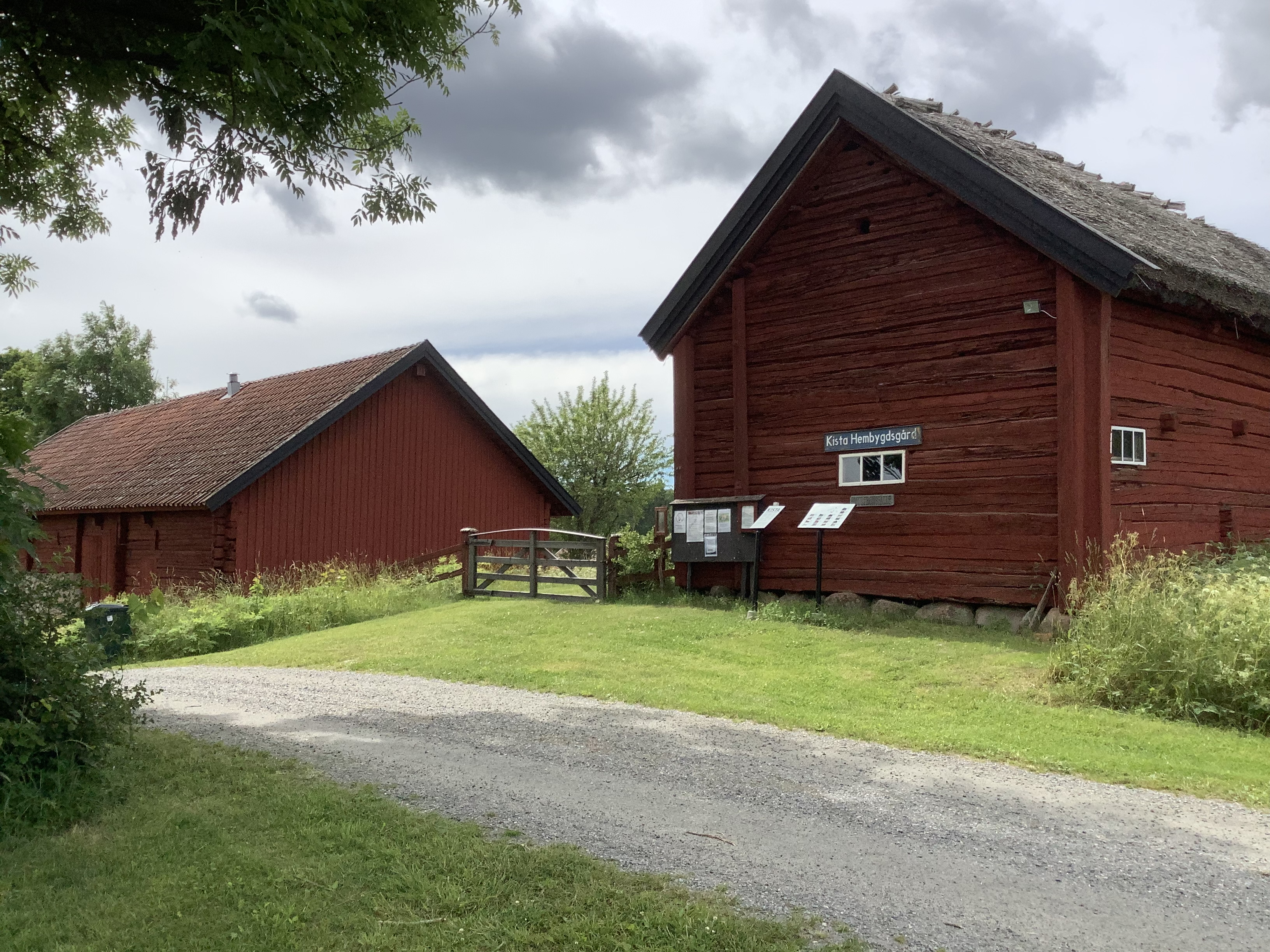
Informationstavlor vid gaveln till stallet och logen
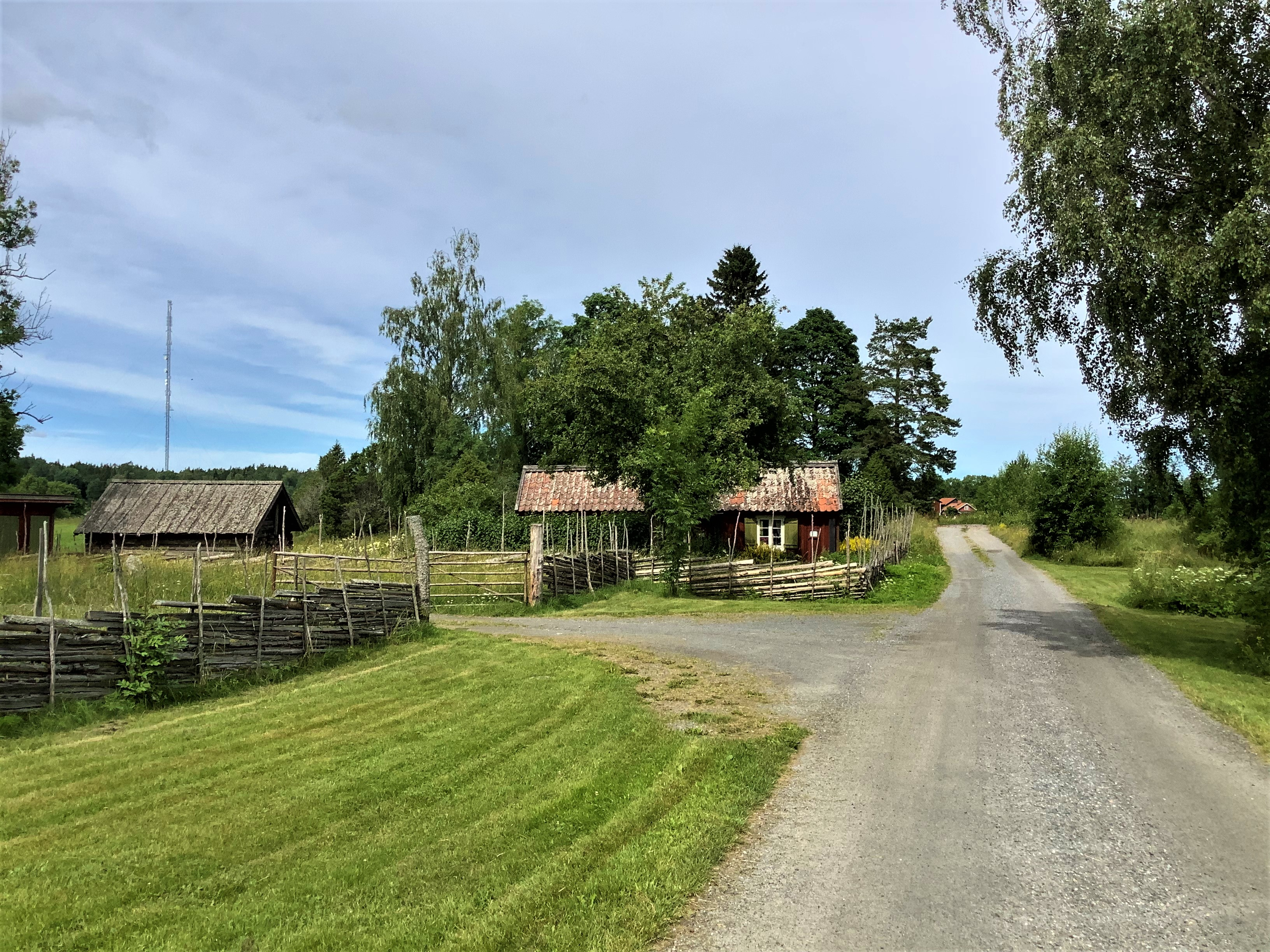
Båtmanstorpet vid Kistavägen, med ett båthus till vänster
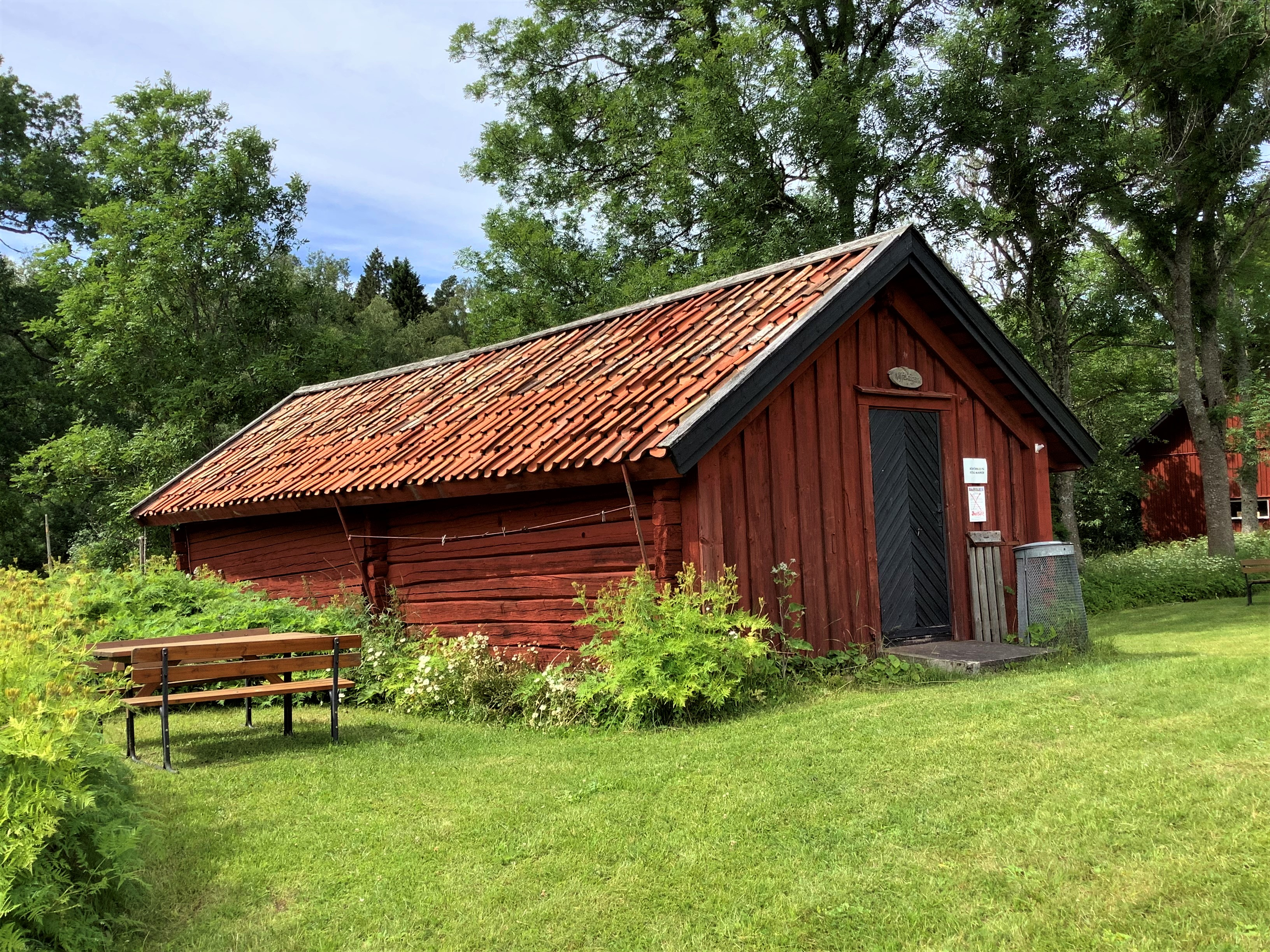
En del av mangelboden används numera som kaffestuga
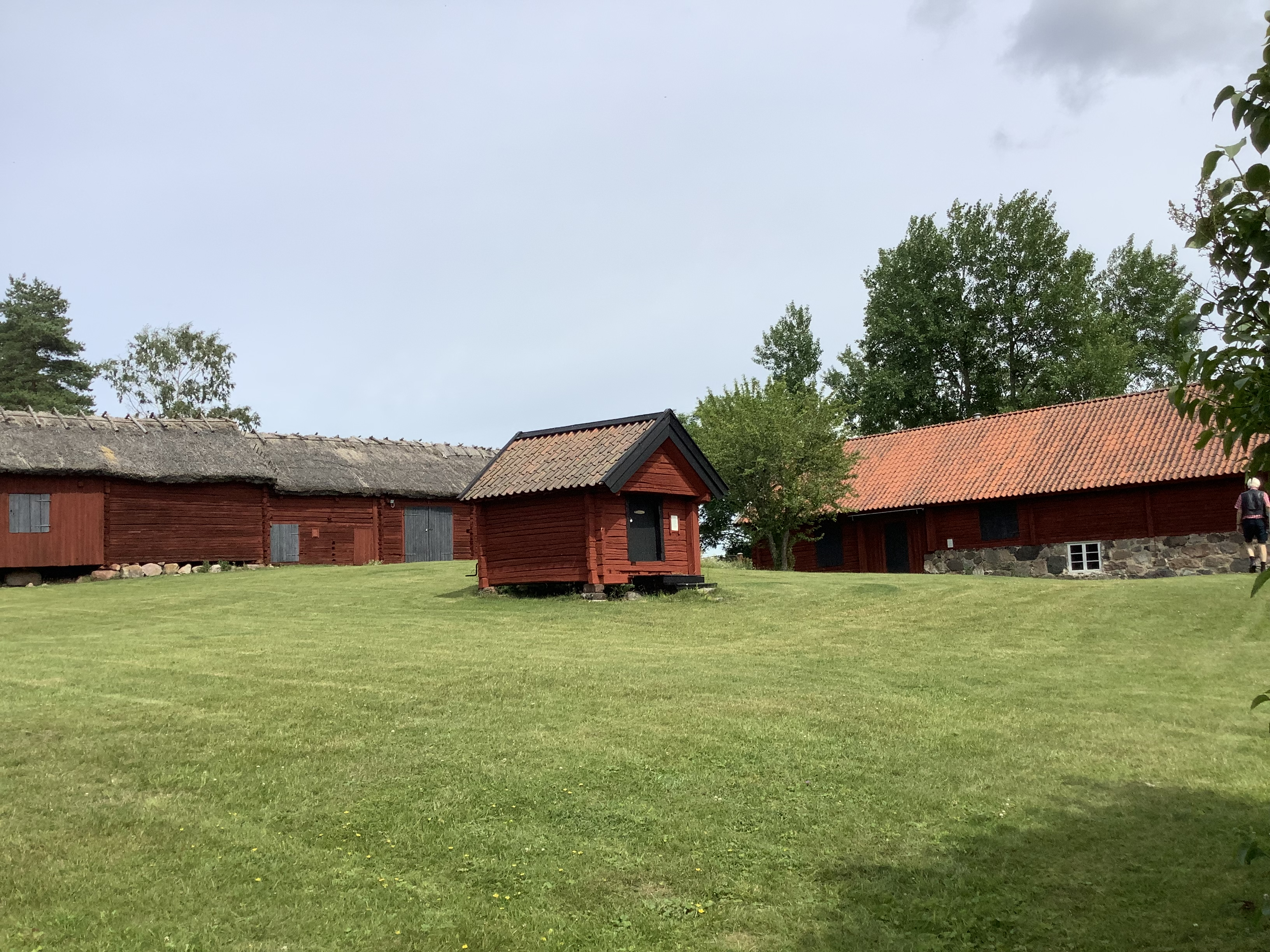
Till vänster byggnaden med stallet och logen, mitt på tunet brännvinsboden, till höger ladugården
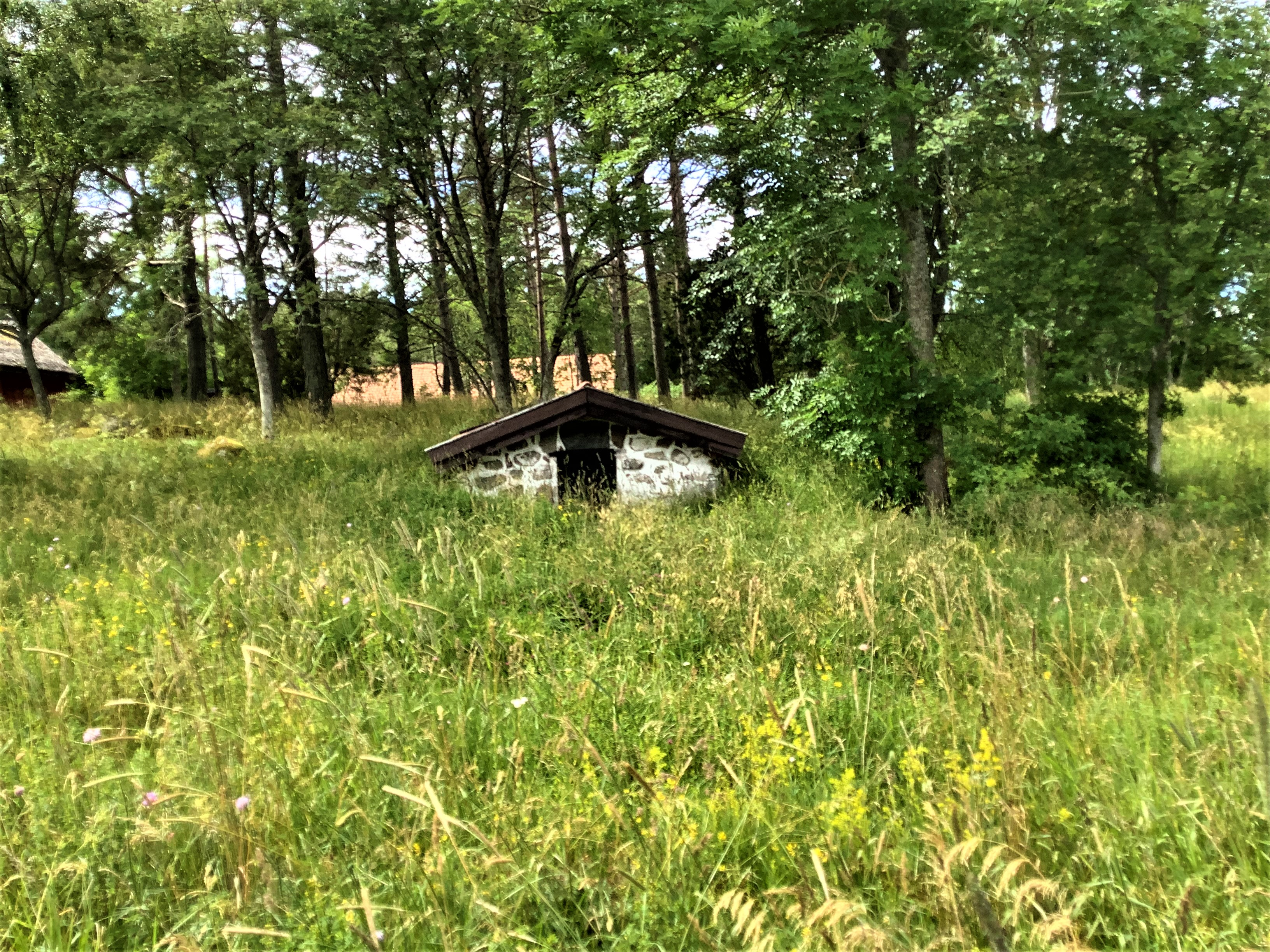
Lilla jordkällaren norr om gården